# پایگاه هوایی آماری
پایگاه هوایی آماری (به انگلیسی: Ämari Air Base) یک فرودگاه نظامی است که یک باند فرود بتن دارد و طول باند آن ۲۷۵۰ متر است. این فرودگاه در کشور استونی قرار دارد و در ارتفاع ۲۰ متری از سطح دریا واقع شده است.